# Treben (Thüringen)
Treben is een gemeente in de Duitse deelstaat Thüringen, en maakt deel uit van de Landkreis Altenburger Land.
Treben telt 1.154 inwoners.